# Theta1 Orionis C
Pour les articles homonymes, voir Theta Orionis.
Désignations
Theta1 Orionis C (en abrégé θ1 Ori C) est une étoile binaire de la constellation d'Orion, située dans l'amas du Trapèze au sein de la nébuleuse d'Orion. Sa magnitude apparente combinée est de 5,13, ce qui en fait le membre le plus brillant du Trapèze. Le système, situé à environ ∼ 1 340 a.l. (∼ 411 pc) de la Terre, comprend une étoile bleue de la séquence principale ainsi qu'une étoile bleu-blanc de la séquence principale.

## Environnement stellaire
Theta1 Orionis C est le membre le plus massif et le plus brillant de l'amas du Trapèze, un jeune amas ouvert situé au sein de la grande nébuleuse d'Orion. Le système partage la désignation de Bayer de Theta1 Orionis avec d'autres étoiles de l'amas. En particulier, ses quatre membres les plus brillants ont été classées par ordre d'ascension droite, θ1 Ori C étant alors la troisième étoile en termes d'ascension droite. Toutes les quatre sont situées à moins d'une minute d'arc les unes des autres. Theta2 Orionis est un groupe plus distant de trois étoiles alignées entre elles, situées à 1-2 minutes d'arc de θ1 Ori C.

## Propriétés

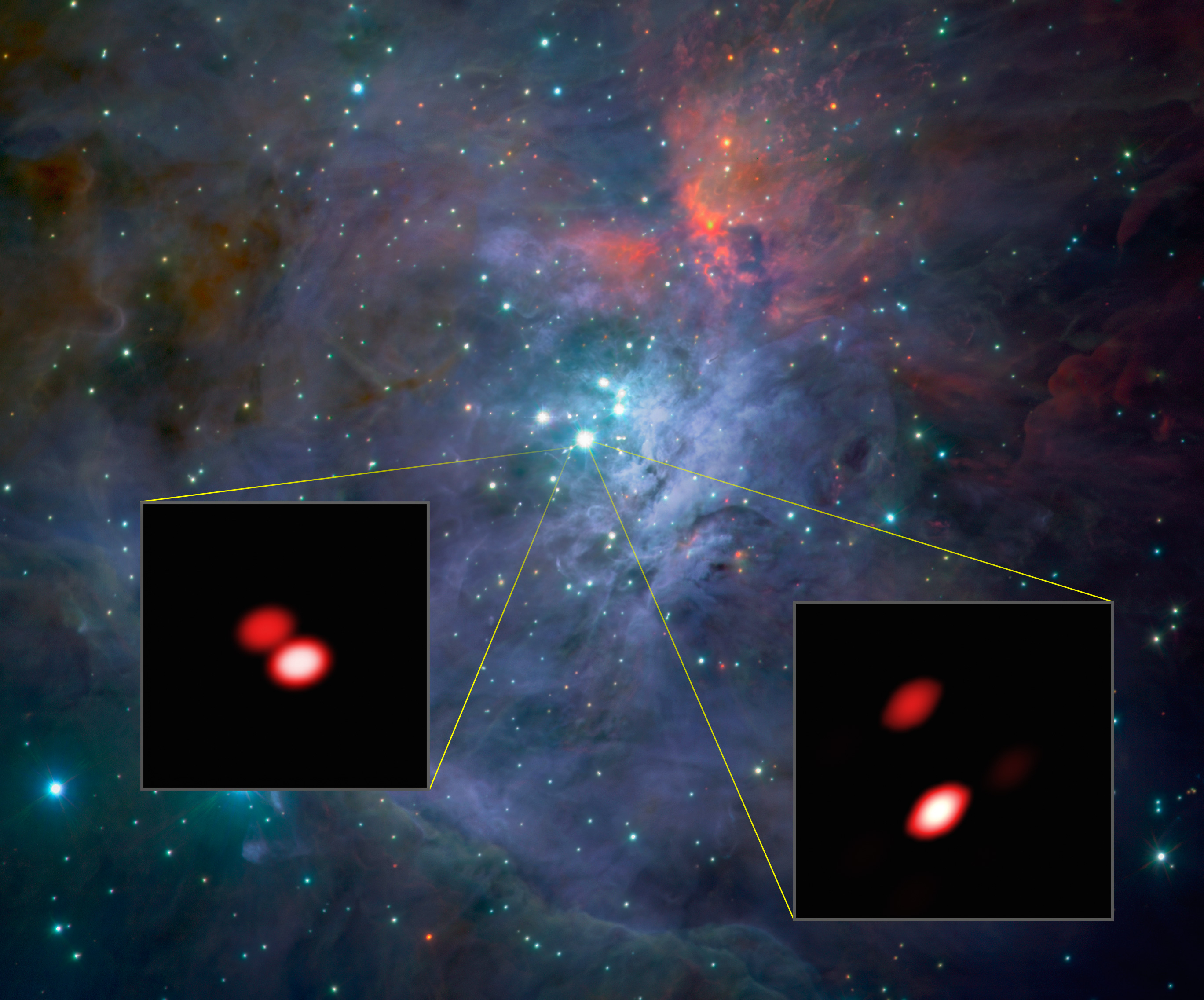
θ Orionis C vue comme une étoile double (dans l'encadré de droite) par l'interféromètre du VLTI en infrarouge proche.

Theta1 Orionis C est une binaire visuelle serrée dont les deux composantes sont désignées θ1 Ori C1 et C2. Elles complètent une orbite selon une période de 11 ans et avec une excentricité de 0,53. À proximité, il existe également une étoile binaire qui semble fuir le système de θ1 Ori C.
La composante primaire, θ1 Ori C1, est une étoile bleue de la séquence principale de type spectral O6Vp, la lettre « p » indiquant la présence de particularités dans le spectre. Elle est 33 fois plus massive que le Soleil. Son compagnon, θ1 Ori C2, est une étoile bleu-blanc de la séquence principale de type spectral B0V qui est environ 11 fois plus massive que le Soleil.
Theta1 Orionis C1 émet la plus grande partie de la lumière ultraviolette (UV) qui ionise lentement (et qui photo-évapore possiblement) la nébuleuse d'Orion. Ce rayonnement UV est également le premier contributeur de l'illumination de la nébuleuse d'Orion. L'étoile émet un vent stellaire puissant qui est plus de mille fois plus puissant que le vent solaire ; les gaz qui s'en échappent se déplacent à une vitesse de 1 000 km/s.
Theta1 Orionis C1 possède également un fort champ magnétique dipolaire d'une intensité de 1,1 ± 0,1 kG. Ce champ est incliné selon an angle de 42 ± 6° par rapport à l'axe de rotation de l'étoile, et il s'agit probablement un champ fossile accumulé lors de sa naissance. Détecté en 2002, il s'agit de la première étoile de type O où l'on a détecté un champ magnétique. Ce dernier confine le mouvement du puissant vent stellaire et il pourrait réduire la perte de masse de l'étoile de 80 %.